# Джон Гердман
Джон Гердман (англ. John Herdman; 19 липня 1975, Консетт, Дарем) — англійський футбольний тренер. З 2023 року очолює тренерський штаб футбольного клубу «Торонто».

## Тренерська кар'єра
Джон прибув до Нової Зеландії в 2003 на запрошення місцевої федерації в рамках розвитку жіночого футболу. Спочатку він був менеджером з підготовки футбольних тренерів, а згодом — директором з розвитку футболу. Працюючи з національними жіночими командами, він очолив збірну, з якою виступав на молодіжному жіночому чемпіонаті світу 2006 року. Надалі він працював як головний тренер жіночої національної збірної Нової Зеландії з 2006 по 2011, серед іншого і на Олімпійських іграх 2008.
У 2011 очолив національну жіночу збірну Канади, яка того ж року на Панамериканських іграх 2011 у Мексиці здобула золоті нагороди. Гердман продовжував керувати збірною Канади на відборі КОНКАКАФ до Олімпіади 2012, де канадки вперше здобули бронзові нагороди. На Олімпійських іграх 2016 повторив успіх чотирирічної давнини, здобувши вдруге бронзові нагороди.
У січні 2018 року був призначений головним тренером чоловічої збірної Канади. Наступного року керував командою на Золотому кубку КОНКАКАФ 2019, де канадці вийшли із групи і завершили боротьбу на стадії чвертьфіналів, поступившись збірній Гаїті.
З 2018 по 2023 роки Джон знову очолював національну жіночу збірну Канади.
28 серпня 2023 року Гердман став головним тренером футбольного клубу Торонто.

## Досягнення
Канада (жінки)
- Бронзовий призер Олімпійських ігор (2): 2012, 2016.